# Long Key (Dry Tortugas)
Pour les articles homonymes, voir Long Key (Middle Keys).
Long Key est une île des Keys, archipel des États-Unis d'Amérique situé dans l'océan Atlantique au sud de la péninsule de Floride. Elle relève du parc national des Dry Tortugas.